# Греческая литература
Греческая литература — совокупность письменных произведений, созданных, как правило, на греческом языке жителями Древней Греции, Византийской империи и современной Греции начиная приблизительно с VIII века до н. э. по сегодняшний день.

## Античность (VIII в. до н. э. — IV в. н. э.)

### Фольклор и мифологические представления
Как и в истории других народов (например, древних германцев или древних римлян), появление грекоязычной словесности обусловлено длительным развитием устного творчества и фольклора, которое может быть восстановлено лишь предположительно и в самых общих очертаниях. Известная часть этого развития падает на т. н. «догреческий» период, предшествовавший образованию греческих племен, которые создались путём скрещения народов, вторгавшихся в течение второго тысячелетия до н. э. на территорию Греции с севера, с местным населением, носителями «эгейской культуры». Преемственная связь Г. л. с догреческими народами обнаруживается в негреческих наименованиях целого ряда литературных жанров и в совпадении многих сюжетов, мотивов и даже формул Г. л. с литературами народов восточного и южного Средиземноморья, находившихся в длительном общении с народами эгейской культуры: подтверждается эта преемственность и аналогичной связью других элементов греческой культуры с догреческим периодом. Историческое значение древнегреческой литературы для позднейших литератур состоит в том, что зачатки словесного искусства, которые в государствах Востока при господстве жречества подымались до уровня литературы лишь поскольку они могли служить интересам религии и практической мудрости, в условиях греческой истории получили возможность преодолеть культовые табу и дать то многообразие литературных форм, которое при посредстве римской литературы сумело стать почвой для литератур Новой Европы. С другой стороны, остатки связи с культом обеспечили греческой литературе консервативность форм, которая позволяет современному исследователю, несмотря на утрату огромного количества памятников греческой литературы, восстановить основные линии её развития.
Греческому фольклору свойственны жанровые формы, типичные для общества на данной ступени развития: рабочие, военные и маршевые песни, заклинания, песни культовые и обрядовые. Во всех этих образованиях слово выступает в неразрывной связи с музыкой и ритмическими телодвижениями, будь то трудовые операции или ритуальная пляска, осуществляемая единичным лицом или коллективом («хоровод»), в интересах которого совершается ритуальное действие. Для праздников и обрядов, связанных с плодородием, характерны следы оргиастичности, перебранки, «ритуального сквернословия», «насмешливых песен». Обряды нередко представляли собой сложную систему магически-мимических действий; часть их представляет собой зачатки драмы. Наряду с песнями греки знали и другие жанры устной словесности — сказки, загадки, поговорки.
Процесс слияния северных племен, в течение ряда веков вторгавшихся в Грецию, с местным населением был сложен и длителен. К первой половине II тысячелетия до н. э. относится расцвет микенской культуры, которая к концу тысячелетия оказалась уже уничтоженной. Новые поселенцы принесли с собой религию Зевса, верховного блюстителя нового социального строя, и скрещение этой религии завоевателей с многочисленными местными культами различных областей Греции дало сильный толчок развитию мифотворчества. Старинные мифические и сказочные сюжеты бесконечно варьировались, переплетались между собой, вбирая в себя и реальный исторический материал. Локализация большинства мифов в основных центрах микенской культуры свидетельствует, что именно эта эпоха сыграла решающую роль в оформлении греческой мифологии. Общество завоевателей было организовано по типу военных общин, и хранителями идеологических традиций являлись дружинные певцы, аэды, сказители песен о подвигах предков. Песни эти, первоначально связанные с культом героев, являлись идеологическим оправданием нового порядка, установившегося на развалинах микенской культуры, и, распространяясь по всем областям Греции, отрывались от своей основы. Значительность социальной функции этих песен, широкие сюжетные возможности многочисленных мифов и преемственность песенной техники аэдов привели к тому, что преобладающим литературным жанром древнейшей Греции стал возникший на основе песнетворчества эпос. Одним из первых памятников греческой письменности являются микенские глиняные таблички, найденные в Пилосском архиве и других областях материковой Греции. Для записи греческого языка микенские писцы пользовались т. н. линейным письмом Б.

### Гомеровские поэмы
Древнейшим письменно зафиксированным памятником греческой художественной литературы являются гомеровские поэмы. Развитие эпоса, кульминирующего в гомеровских поэмах «Илиаде» и «Одиссее», совершилось однако не на греческом континенте, а в малоазиатских колониях, где связь песен с культовыми традициями окончательно утерялась. Поэмы предназначены прежде всего для устного восприятия (речитатив), иногда они сопровождались струнным аккомпанементом. Вырабатывается специфический размер эпоса — гекзаметр. Поколения профессиональных исполнителей эпических поэм, «рапсодов», трудились над разработкой стиха и искусственного диалекта Гомеровских поэм. Обе поэмы представляют собою распространение старинных сюжетов, — «Илиада» — балладно-героического, «Одиссея» — сказочного, на стержень которых нанизываются бесчисленные детали сюжетного и орнаментального характера (в «Одиссее» заметнее, чем в «Илиаде»). Условия возникновения «Илиады» и «Одиссеи», сохраняющих явственные следы предшествующих трактовок их сюжетов и эволюции эпической техники, равно как и проблема того, на какую публику и на какое исполнение были рассчитаны столь обширные композиции, составляют сложный и не решённый «гомеровский вопрос». Вслед за оформлением «Илиады» и «Одиссеи» [VII в. до н. э.] появился ряд эпических поэм, разрабатывавших незатронутые в гомеровских поэмах материалы героической саги уже не путём распространения единого сюжета, а соединением отдельных сюжетов в серию более или менее самостоятельных эпизодов («эпический цикл»). Исполняя свой репертуар на праздниках, рапсоды обычно прелюдировали славословием в честь соответствующего божества, вводя в него иногда культовые легенды («гомеровские гимны»). Эпический стих является ещё единственной формой признанной литературы; наряду с ним в той же Ионии нормализуется только ямб, размер народных «насмешливых песен», и в гекзаметрах, прерываемых ямбами, составлена была пародийная поэма Маргит, эпос с героем-дурачком.
Гомеровские поэмы обладают архаичным характером, сохраняя ряд праиндоевропейских речевых формул. В то же время создаётся дидактический эпос. Рапсод Гесиод, автор поэм «Теогония» и «Труды и дни», отражает в своих сочинениях мифологические предания; эпическим стихом он пользуется и тогда, когда облекает в форму поучения к брату протест против неправедных судей, правила крестьянской морали и житейской мудрости.

### Древняя лирика
Аристократия обновляет свою идеологию в религии Аполлона Дельфийского, и Дельфы становятся источником идей пророческого эпоса, перерабатывающего мифы в духе новой религии (произведения эти циркулировали под именами Орфея, Мусея, Эпименида). Вместе с тем в литературу включаются культовые и народные песни разнообразных размеров. Кризис открыл путь для проникновения восточных влияний: с Востока вводятся новые инструменты, музыкальная ритмика усложняется. При распадении культурного единства процесс созидания новых жанров в разных областях эллинского мира протекает различно. Архилох противопоставляет аристократическому безличному эпосу субъективную поэзию личности, резко протестующей против общественных условностей. Гиппонакт — «поэт босяков» (Ф. Зелинский) — пользуется уже жаргоном улицы; менее резки ямбы Семонида, сатира которого о женщинах имеет общедидактический характер. Ближе к эпосу была застольная («симпотическая») песня на собраниях мужчин, элегия (первоначально плач по умершим), которая слагалась из чередования гекзаметра с пентаметром и исполнялась под аккомпанемент заимствованной с Востока флейты. Элегия была развитием дидактической поэзии, её темы были разнообразны: военно-политические (Каллин, Тиртей, Солон), нравоучительные (Фокилид, Феогнид), эротические (Мимнерм). Следы исконно-траурного характера элегии сохранились в обычае пользоваться элегическим размером для надписей на надгробных плитах, эпиграмм, и термин этот стал применяться ко всякому небольшому стихотворению, составленному элегическим стихом. Эолийские поэты пошли по пути канонизации старинной песни, вводя в литературу серию новых размеров с весьма сложной подчас строфикой и полагая начало песенной («мелической») лирике. Носителем лирической темы является здесь (как и у Архилоха) образ самого поэта, поставленного рядом с кем-нибудь другим («граждане», «друзья», «любимый», «бог» и т. д.), являющимся адресатом лирического излияния — ослабленная форма дидактики. Поэзия лесбосцев Алкея и Сапфо приносит с собой наивность и непосредственность песенной эмоции, окрашивающей у Алкея мотивы кипучей жизни политического борца и эмигранта, а у Сапфо романтику томления однополой любви в своеобразных условиях. У ионийца Анакреонта, жившего уже при дворах тиранов, свежесть лесбосских поэтов сменяется утонченной техникой лирической миниатюры, по преимуществу эротического и застольного характера.
В аристократических дорийских государствах стиховые и музыкальные новшества привели к расцвету хоровой лирики, поэзии гимнов на религиозных празднествах и гимнастических состязаниях. Она становится выразительницей новой аристократической морали и дельфийского мифотворчества. В гимнах, сопровождавшихся сложной музыкой, пляской, которые специально составлялись для каждого стихотворения, суггестивность слова достигалась сосредоточением выразительной энергии на отдельных стиховых группах. Сложность состава хоровой лирики и широкие структурные возможности создавали большое разнообразие стилей. Из представителей хоровой лирики наибольшей известностью пользовались Алкман, Стесихор, Ивик, Арион, Симонид, Вакхилид и Пиндар.

### Возникновение трагедии
В VI в. значительную роль играла религия Диониса, которая в качестве народной (демократической) религии могла быть противопоставлена аристократическому культу героев. В разработке дионисийской культовой песни — дифирамба — приняли участие выдающиеся поэты хоровой лирики — Арион, Симонид, Вакхилид, Пиндар, Лас Гермионский. Оргиастические и миметические элементы культа Диониса, в процессиях которого маскированные участники священного действа воплощали бога и его спутников, где звучал плач по смерти бога и гимн радости по воскресшем, легко вовлекали в орбиту культа — при стремлении его к экспансии — родственные явления ритуала аграрных праздников, карнавальных обрядов, заплачек по умершим. Из сочетания хоровой лирики с миметическим элементом создалась аттическая трагедия, использованная в Афинах на празднике «Больших Дионисий». Основным элементом трагедии являются сообщение актёра о некоем происходящем за сценой «страдании» — обычно на героический сюжет — и плач хора. Диалог хора с первоначально единственным актёром является лишь мотивировкой смены лирических эмоций. Развитие трагедии идет по линии ослабления хоровой лирики в пользу диалогических партий. Эсхил (525/24—456 до н. э.) вводит второго актёра, открывая возможность драматической борьбы и новой проблематики мифологического сюжета, вытекающей из противопоставления действующих сил. Используя все достижения дорийской лирики в хоровых частях и ионийской техники стиха в диалогических, — трагедия отличается широким идеологическим захватом в постановке проблем, интересовавших культурное общество Афин V века. Софокл (497/96—406/05 до н. э.) вводит третьего актёра; его пьесы отличаются четкой структурой и монументальностью характеров. Творчество Еврипида (485/84—407/06 до н. э.) знаменует уже кризис трагедии: индивидуалистическое чувство жизни с трудом умещается в рамку старинных мифов, деформируя их; героические характеры теряют своё величие, высокий стиль снижается до уровня обыденной речи; взамен выдвигается трагизм иррационального, страстей и резких душевных сдвигов; поэт стремится к сильным сценическим эффектам, нарочито меняя сюжетную линию; значительно усложняется музыкальный элемент, хор перестает играть роль в развитии действия. От послееврипидовской трагедии, где партии хора окончательно превратились в интерлюдии и значительное место занимала патетическая декламация, памятников почти не сохранилось. На трагических состязаниях V века каждый поэт ставил по три трагедии, которые могли быть связаны сюжетным единством (трилогия), а также так называемую драму сатиров — гротеск, хор которого состоял из сатиров — лесных демонов; введение этого жанра в Афинах приписывалось Пратину (нач. V века до н. э.).

### Возникновение комедии
Карнавальные обряды с их «ритуальным сквернословием» и «насмешливыми песнями» породили в различных местах Греции мимические представления с обычными масками народного балагана (хвастливый и трусливый воин, лекарь, шут и пр.); обращенное на богов «ритуальное сквернословие» создавало гротеск, мифологическую пародию. Из этих элементов народной игры строил свои пьесы сицилиец Эпихарм (первая половина V века до н. э.), и из сочетания дорийской техники мима с аттическим карнавалом создалась, тоже как один из элементов дионисовых празднеств, аттическая комедия, в течение всего V в. сохранявшая в сюжетостроении и композиции черты карнавальной обрядности. Обычно комедия распадается на две части: герой, после сложного «состязания» с противником, устанавливает при содействии хора некоторый новый, чаще всего сказочный порядок вещей, затем изображаются последствия нового порядка, и пьеса заканчивается веселой процессией.В комедию включались и насмешка (в том числе над известными личностями, например, образ Сократа в комедии Аристофана "Облака"), и резкая критика общественных порядков. Литературные и философские новшества также давали обильный материал комедии. Самыми известными поэтами-комедами были Кратин, Евполид
и Аристофан (сохранились лишь пьесы последнего). В начале IV в. тяжелое положение разгромленной в пелопоннесской войне демократии привело к отмене карнавальной свободы, и «средняя» комедия IV в. должна была питаться более невинными темами (мифологические пародии и т. п.).

### Художественная проза
С конца V в. конкурентом поэзии становится художественная проза. С разложением эпоса это искусство получает возможность нового развития: создаются рассказы о новых персонажах, Крезе, Эзопе, Гомере, «семи мудрецах». Ферекид [VI в.] переносит в прозу темы дидактического эпоса, обильно уснащая их сказочными мотивами. В Ионии на почве борьбы с аристократией возникает [VI в.] рационалистическая критика героического предания и развивается в эпоху кризиса общественных форм интерес к чужим странам и их строю; это вызывает к жизни новые виды прозаической литературы (Гекатей, около 500). Четко обозначается грань между действительностью — объектом прозы, и мифом — объектом поэзии. — Зарождается философия и после недолгого периода колебания между гекзаметром, стихом дидактического эпоса (Парменид, Эмпедокл) и прозаической формой — решительно становится на путь последней. В противоположность поэтическим жанрам, рассчитанным на определённый характер исполнения перед определённой публикой, новые виды прозы вначале являются книжными, хотя бы отдельные части произведения и являлись предметом публичных чтений (с конца VII в. греки имеют удобный писчий материал — египетский папирус). Ионийский диалект становится языком научной прозы и историографии. В истории Геродота (ум. около 425 до года н. э.) этнографическая ученость сочетается с новеллистической техникой повествования и искусством компановать большие массы материала (не без влияния эпоса и трагедии). В Афинах, культурном центре Греции V века до н. э., развитие прозы пошло в первую очередь по линии красноречия и притом не только практического, весьма важного в условиях демократии, но и «торжественного» («эпидиктического»): так, ещё в первой половине V века до н. э. было установлено поминальное торжество в честь погибших на войне, и произносилась хвалебная речь. Окончательное разложение старинной идеологии в конце V века до н. э. (софистическое движение) поставило новые задачи. Аристократу были свойственны спортивная сноровка и музыкальное образование; новая культура требует умения говорить красиво и умения разбираться в проблемах нравственности и государственного управления — красноречие и этика становятся предметами обучения, составляя содержание новой дисциплины — риторики. Проза выполняет таким образом культурные функции хоровой лирики и драмы. Путём перемещения в область красноречия ряда элементов, присущих поэзии, создаются основные принципы античной художественной прозы: ритмичность, широкое использование поэтических средств выражения (метафор и пр.), искусное членение предложения на части путём техники противопоставлений и ассонансов (Горгий, ок. 483—375 до н. э.) и архитектонично построенного периода (Исократ, 436/35 — 338 до н. э.). Красноречие ведет борьбу на два фронта: против поэзии, противопоставляя её жанрам различные виды речей, и против книжной научной прозы. В школе Исократа создается морализирующая биография в тоне хвалебной речи и обширная публицистическая литература. Философия находит своё художественное оформление в диалоге: диалоги Платона [427 — 348/47 до н. э.] отличаются подчас значительным драматизмом и искусством портретной характеристики. Судебное и политическое красноречие представлено рядом выдающихся ораторов (Лисий, Исей, Демосфен, Эсхин, Гиперид и др.). Историография испытывает сильное воздействие риторических принципов: этому способствует как общая публицистическая установка историографии, служащей политическим целям, так и перешедший из эпоса и новеллы прием вкладывания речей в уста исторических лиц. Литературным языком греческой прозы становится аттический диалект. Относительно богатой жизнью живёт ещё комедия, усиленно вырабатывающая характерные черты бытовых персонажей — гетеры, паразита, повара и т. п.

### Римско-эллинистический период
Покорение Греции македонянами, завоевание Востока и образование эллинистических монархий резко меняют весь уклад жизни. Экономические и культурные центры перемещаются на Восток, в столицы новых государств; идеология кантонного партикуляризма отступает перед космополитическими и индивидуалистическими тенденциями. В собственно Греции наступает период застоя, а потом и упадка. Политически ориентированное красноречие теряет почву, уступая место школьным декламациям, философия зовет к аполитизму и самоуглублению. В красноречии развивается стремление к максимальной действенности каждой части фразы и сильным ритмическим эффектам (так называемый азианский стиль). Странствующие философы-проповедники вырабатывают новый жанр общедоступной лекции — диатрибу, где свободно чередуются стилистические элементы разных жанров, «серьёзное и смешное» (Блон, Телет); нравоучительное обличение пороков создает обильную сатирическую и пародийную литературу, рождается ямбография (Феникс, Керкид); традиционные грани между жанрами стираются: в сатирических диалогах и письмах сирийца Мениппа проза чередуется со стихом. — Ещё к самому началу рассматриваемого периода относится расцвет «новой» аттической комедии, «буржуазной драмы» древности (главные представители: Менандр (342/41—292/91 до христ. эры), Филемон, Дифил), в которой уже совершенно отсутствуют фантастические элементы и политическая злободневность. На основе крепко сколоченной интриги (обычно любовной, новеллистического происхождения), техника которой многим обязана еврипидовской трагедии, создаются напряженные положения, гротескные или трогательные; типические персонажи комедии («влюбленный юноша», «гетера», «старик») приобретают углубленную внутреннюю жизнь, и тщательно вырисовываемые характеры становятся конструктивным моментом интриги (интерес к проблеме характеров обнаруживает и философия в лице Феофраста). Традиционный хор, если существует, то лишь для исполнения вставных ролей.
Во II в. экспансия Рима и национальные движения местного населения эллинистических государств приводят их к упадку. Сама Греция, а затем и эллинистические страны одна за другой подпадают под власть Рима. Литература этого периода очень мало известна. Никандр пишет дидактические поэмы, Бион и Мосх наследуют «нежный» стиль Феокрита, Антипатр Сидонский, Мелеагр и Филодем продолжают эпиграмматическую, Парфений — элегическую традицию. По-видимому, эпиллий приобретает патетическую окраску, элегия развивает мотивы любовного томления. В прозе наступает реакция против «азианского» стиля в пользу возвращения к принципам аттического красноречия (аттицизм). Наряду с признанными литературной теорией при отрыве культуры верхов от масс жанрами развивались образования, рассчитанные на менее взыскательную публику. Так сценой овладевает мим (нечто вроде современного театра варьетэ), оттесняя серьёзную драму. Новые религиозные движения нашли выражение в аретологии, рассказах о чудесах богов — спасителей. Этот же термин презрительно употреблялся для фантастических рассказов о чужих землях и баснословных существах. С аретологией скрещивается новелла, в течение веков находившаяся за порогом литературы; в I в. она получает литературное оформление в рассказах Аристида Милетского, и тогда же намечается распространение новеллистического сюжета в роман.
Упадок эллинистической литературы сопровождается стремлением к строгой дисциплине слова, в противоположность «александрийской» экзотической лексике и перенапряженности средств выражения. Ещё в конце I века классически (сторонники аттицизма) настроенные писатели, странствующий проповедник Дион из Прузы и историк и моралист Плутарх, не являются аттицистами в полном смысле слова и в значительной мере ориентируются на литературу раннего эллинизма. Лишь со II в., когда первые признаки надвигающегося кризиса заставляют Рим уничтожить насильственный примат Запада над Востоком и благосостояние греческих городов временно улучшается, риторика одерживает победу по всей линии в так наз. второй софистике. Литература захлестывается волной «торжественных» речей и импровизаций софистов, где аттическая лексика соединяется однако с типичной для азианского стиля театральностью (выдающиеся представители движения — Полемон, Ирод Аттик, Элий Аристид). Провозглашается превосходство «речи» над поэзией, и действительно техника красноречия достигает большой высоты, в то время как поэзия прозябает (эпиграммы, анакреонтические песни, басни Бабрия, дидактические поэмы Оппиана). Софистика культивирует описание (Филострат), письмо (письма крестьян у Элиана, письма гетер, паразитов, рыбаков, крестьян у Алкифрона с использованием характерологических материалов новой комедии и др. эллинистических жанров, эротические письма Филострата) и любовный роман. Последний жанр при однообразии сюжетной схемы [возлюбленные (или муж и жена) разлучены, но остаются верны друг другу, несмотря на многочисленные искушения, и благополучно соединяются после ряда приключений в разных странах] открывал широкие возможности для риторической стилизации в речах, патетических монологах, письмах, описаниях и т. д. [Харитон (I в.), Ксенофонт Эфесский (II в.), Ямвлих (II в.?), Гелиодор (III в.)]; у Лонга (ок. 200) — некоторое отклонение от обычного патетического тона: приключения и переживания влюбленных даны на фоне буколики; Ахилл Татий [ок. 300] вводит элементы комико-реалистического романа. Особняком стоит роман-биография Филострата [III в.] — автора биографий ряда софистов — о странствующем чудотворце Аполлонии Тианском. Исконная борьба философии с риторикой представлена разносторонним творчеством сатирика Лукиана, формальный талант которого одинаково
проявлялся и в софистических речах, и в диалогах, и в аттицистической разработке тем сатиры Мениппа. Между тем в низах циркулирует новая религиозная литература, — иудео-эллинская, греко-египетская (герметическая), христианская. Основные типы древнехристианской литературы совпадают с соответствующими эллинистическими видами, аретологией, диатрибой, письмом. Во II в. появляется апологетика, которая в лице Климента Александрийского переходит к софистической форме.

## Среднегреческая литература

### Византийская литература
Византийская литература обнаруживает непосредственную преемственность по отношению к поздеантичной литературе (труды Григория Назианзина, Оригена, митрополита Птолемаиды и Пентаполя Синезия Киренского). Уверенное влияние на развитие эстетической и философской мысли в Византии оказали споры по вопросу почитания икон в христианстве в период так называемых Тёмных веков. Интерес к античности нашёл наиболее полное воплощение в филологическом кружке патриарха Фотия (IX век), а также в трудах Михаила Пселла (XI век; речи, эпистоларии, оды, трактаты) и Иоанна Цеца (XII век; «Схолии к Илиаде»). Частью философского наследия Православия стало учение о Божественных энергиях (см. также исихазм) святителя Григория Паламы.
Красноречие IV в. блестяще представлено, с одной стороны, софистами Либанием, Фемгистием и Гимерием, с другой — христианскими проповедниками Григорием Назианзином и Иоанном Златоустом. Сатира эллинистических философов воскресает в сочинениях императора Юлиана (IV в.). Строгие классические традиции сохраняются в газской школе у Прокопия, Хорикия и Иоанна из Газы [ок. 500]. Квинт Смирнский (IV в.) составляет на основании учебников мифологии длинный эпос, продолжение «Илиады». Египтянин Нонн Панополитанский (начало V в.), исходя из эллинистической техники (Египет менее всего был затронут аттицизмом), создает эпическую поэму о Дионисе, используя персонажи эпоса, трагедии и буколики и доводя отделку гекзаметра до небывалой ещё утонченности. Он же составляет стихотворный парафраз евангелия от Иоанна. Из школы Нонна выходят эпические произведения Трифиодора, Коллуфа и Мусея. Эпиграмматическая поэзия вплоть до VI в. питается старыми эллинистическими мотивами. Архаизирующая поэзия оперирует старым квантитативным принципом стихосложения, между тем как в живой речи разница между долгими и краткими слогами уже исчезла.

### Греческая литература эпохи османского владычества
Турецкое господство, продолжавшееся в течение нескольких веков, не привело к значительному влиянию Турции на греческую культуру. Между Турцией и Грецией лежало коренное различие в культуре, нравах и традициях. Порабощенная Греция также мало подверглась влиянию Запада. Большое значение в деле сохранения греческой самобытности имела и самостоятельность греческой Церкви, объединявшей города и сёла вокруг себя в качестве церковных приходов и сохранявшей связь с прошлым страны. Хозяйственно заинтересованная в сохранении национального единства Греции, Церковь не могла не оказать сильного влияния на развитие новогреческой литературы. Единственной формой письменного языка в церковных и гражданских документах была кафаревуса. Народный поэтический язык существовал лишь в бесписьменном виде в традиционной культуре, в том числе в песнях клефтов и маниотов. Литературная деятельность духовенства с первой половины XVI в. сосредоточилась в патриаршей школе Константинополя — в «Греческой академии», служившей для всех других греческих городов образцом для подражания. Писались многотомные учёные труды по богословию, истории, географии и т. п., недоступные массе. Исключение представлял константинопольский патриарх Кирилл Лукарис, проявлявший большой интерес к народному языку.
С начала XVIII в. Великая Порта стала привлекать просвещённых греков к себе на службу. Служившие при дворах турецкого султана греки назывались фанариотами, по названию квартала Фанар в Константинополе, где жил патриарх. Некоторые фанариоты в начале XVIII в. были назначены правителями турецких областей по Дунаю (Молдавия и Валахия). Фанариоты способствовали развитию национального самосознания и росту просвещения. Среди них встречались и блестящие таланты, как Александр Маврокордато (1641—1709), оставивший ряд сочинений («Рассуждения», «Всемирная история от сотворения мира до последнего времени»). Кроме него пользовались большой популярностью на о. Крите — проповедник священник Каравелла и молдавский господарь Дмитрий Кантемир, написавший обширную историю турецкого государства. С начала XVIII в. развиваются просветительные учреждения. Так, в 1715 году Григорий Сатирос основал в Афинах «Семинарий греческих наук», музей и ряд высших учебных заведений.

## Новогреческая литература
Формирование новогреческой литературы тесно связано с освободительным национальным движением в Греции, с конца XVIII в. стремившимся к освобождению от османского господства. Выразителем настроений греческого народа стала устная поэзия клефтов — разбойников из области Эпир.
Рост просвещения был обусловлен ростом греческой экономики. Венецианские торговые предприятия, с которыми были связаны греки, разрастались и вовлекали греческую буржуазию в свои операции. Греки Фессалии, Македонии, Эпира и других областей быстро составляли себе целые состояния, а это заставляло усилить заботы о национальном обучении и воспитании следующих поколений купцов. По всей Греции стали возникать школы и типографии. Греческие ученые и писатели собирались в Бухаресте и в Яссах под покровительством греков-господарей совместно с иностранными учеными и занимались как литературой, так и вопросами национального освобождения от турецкого господства. Большинство греческих просветителей принадлежало к духовенству, и как поэзия, так и беллетристика мало процветали в то время. Единственным поэтическим сочинением этой эпохи является греческая поэма «Эротокритос», написанная Вицендзосом Корнаросом (1737) в Венеции на народном языке. Поэма состоит из десяти тысяч стихов и воспевает доблести, терпение и любовь героя Эротокрита. Она пользовалась довольно большой популярностью среди читателей. По мере интенсификации экономических связей с Западом западная литература всё больше и больше проникала в Грецию. Французские классики — Мольер, Расин, Монтескьё, Фенелон, Фонтенель, произведения Вольтера и Руссо с усердием переводились просвещенными фанариотами XVIII и начала XIX в. Не остались без внимания и английские и немецкие писатели, как Гольдсмит, Локк, Виланд, Шиллер и Гёте. Древняя и переводная литература была достоянием высших классов Греции. Из местных писателей только некоторые пользовались успехом. Из них надо отметить Константина Дапонтеса (1789), писавшего дидактические стихи и воспевавшего в своих поэмах Богоматерь. Известен его «Сад граций». От своих современников Дапонтес отличается тем, что писал на языке, очень близком к народному разговорному языку.
Народная поэзия развивалась в низших слоях населения. Так, византийский эпос «Дигенис Акрит», появившийся в конце 1-го тыс. н. э., имел своим источником народные песни. Многие народные сюжеты являются изменёнными героическими сюжетами древнегреческих произведений, прошедших путь с Востока на Запад и оттуда занесенных снова на Восток, на малоазиатские берега и острова Архипелага. Новогреческие народные песни делятся на три рода: песни с историческим содержанием, как известная с XV в. «Песнь о взятии Константинополя турками» (1453), песни героические, воспевающие подвиги героев, и песни бытовые. Среди них выделяются своим пламенным чувством мятежные песни клефтов. Греческие общественные деятели второй половины XVIII в. смотрели на клефтов как на будущее революционное войско против турок; клефтская поэзия своей революционной романтикой привлекла к себе внимание всего литературного мира как Греции, так и Запада, и возбуждала вдохновение великих поэтов начала XIX в. (Байрон, Пушкин и др.). Народные песни XVIII и XIX вв. изобилуют турецкими и итальянскими словами, вошедшими в обиход греческого языка, существенного же влияния на построение стиха новогреческой песни иностранные соседи не оказали. Насколько сильно нарастали революционные настроения среди греков, видно из героического заговора против турецкого господства, который был организован фессалийцем из деревни Велестино — поэтом Ригасом Фереосом. Заговор был раскрыт, а Ригас — умерщвлён.

### Языковой вопрос
Деятели освободительного движения, воспитанные на рационализме энциклопедистов, по строю мысли были людьми XVIII в. Противником схоластической «чистоты» языка выступал Адамантиос Кораис, много работавший над приспособлением литературного языка фанариотов к народной речи. В основу своей новогреческой филологии Кораис положил новогреческий народный говор, обогатив его обиходными выражениями из древнегреческого языка. Реформа вызвала многочисленные нападки со стороны пуристов-фанариотов. Например Ризос Нерулос [1778—1850] написал направленную против Кораиса комедию «Коракистика» («вороний язык»). В числе сторонников Кораиса надо отметить Александроса Суцоса (1803—1863) и Александроса Рангависа (1809—1892), автора «Грамматики современного греческого языка», Византиноса, выступившего в 1863 с оригинальной сатирой «Вавилонская башня» (Βαβιλονια), в которой представлялись жители разных областей Греции, говорящие каждый на своем собственном диалекте, Янниса Вилараса, воспевавшего бога любви, Эроса, в легких стихах на народном языке. Многие поэты, писавшие до освобождения Греции на народном языке, впоследствии вернулись к сюжетам прошлого и аттическому наречию. Таковы упомянутый поэт и драматург, Александрос Рангавис, автор исторических драм на аттическом наречии, стремившийся просветить греков относительно их прошлого и воспитать их в национальном духе; Деметрий Вернардакис, популярный драматург, пытавшийся создать национальную трагедию и писавший в ложноклассическом духе, поэт Спиридон Василиадис [1845—1874] и талантливый поэт, драматург и критик Ангелос Влахос [1838], вводивший в свою отточенную речь забытые древние обороты речи. Развитие пуризма после освободительного движения объясняется стремлением растущей греческой буржуазии к расширению своей мощи за счет Турции. Эта буржуазия культивировала классические идеалы, возбуждавшие агрессивные националистические устремления.

### Ионическая школа
В то время как в Константинополе фанариоты культивировали мёртвый аттический язык, стараясь привить его народу, на Ионических островах развивается литературное движение, особенно ярко расцветшее после освободительной войны. Самый крупный поэт ионического периода новогреческой литературы — Дионисиос Соломос (1798—1857). Его перу принадлежит появившийся вслед за освобождением Греции популярный «Гимн свободы», написанный на народном языке в мае 1823 г. Переложенное на музыку произведение стало национальным гимном греческого государства. В позднейших произведениях, проникнутых пессимизмом, Соломос черпает материал из жизни крестьян. За Соломосом последовал ряд поэтов, в большей или меньшей степени превосходивших его как художника: Андреас Кальвос [1793(6)—1867], писавший на своеобразном языке, не похожем ни на народный, ни на «очищенный» язык пуристов, и потому мало известный в Греции и очень ценимый на Западе. Кальвос, как и Соломос, воспевал страдания родной страны и борьбу за освобождение («Хиосская резня», «Пороховые погреба», «Море» и др.).
К ионической литературной группе во второй половине XIX века принадлежали: Терцетис (1800—1874) — поэт крестьянского восстания 1848 г., писавший на народном языке под сильным влиянием клефтской поэзии; Иаковос Полилас [1824—1896] — бытописатель деревни, ставивший своей задачей перевоспитание крестьян; Типальдос [1814—1883]; Герасим Маркорас [1826—?]. К поэтам героических сюжетов относится романтик Аристотелис Валаоритис [1824—1879], поэзия которого в основе своей всецело выросла из клефтских песен, Золокостас [1805—1858], писавший под влиянием итальянцев, и Лорендзос Мавилис [1866—1912], подражавший поэтам «Молодой Германии». Поэтов ионической школы объединял героизм эпохи борьбы за освобождение Греции, борьбы за народный яз. в литературе и новые литературные формы. Но их новаторство в области формы не шло дальше перенесения литературных форм Запада в новогреческую литературу. Несколько особняком стоит своеобразная фигура сатирика общественного уклада и нравов Греции того времени — Андреаса Ласкаратоса [1811—1901], писавшего на народном наречии своего родного острова — Кефалонии. Популярность он приобрел своеобразным романом «Кефалонийские таинства», в котором показывает ничтожество и извращенность высших классов, их умственную ограниченность, нечистоплотность. В своих сатирических стихах Ласкаратос издевается над церковью и культом святых.
Ионическая школа греческой литературы выросла в эпоху борьбы за независимость. К ним принадлежат: Ахилл Парасхос [1838—1895], Георгий Визиинос [1849—1896], Аристомэн Провеленгиос [1850—?], Димитриос Бикелас [1835—1909] и мн. др. Весьма типичным для того времени явлением был издававшийся Георгом Сурисом [р. 1852] еженедельный журнал «Ρομιος», целиком состоявший из стихов в назидательном духе, описывавший события афинской жизни за неделю на языке, составляющем смесь из схоластических и народных выражений. Среди множества такого рода писателей встречались и более талантливые, как Ян Пападиамандопулос [р. 1856], стремившийся вырваться из мещанской среды, осевший в Париже и получивший европейскую известность под именем французского поэта Мореаса, и Николаос Епископопулос [р. 1874], принявший псевдоним «Николай Сегюр», снискавший себе популярность добродетельного романиста для французских пансионов благородных девиц. Самый талантливый критик этого периода литературного безвременья и рабской подражательности романтикам — Эммануил Роидис [1835—1904], оказавший громадное
влияние на поколение молодых писателей Греции. Не считая возможным появление на своей родине гениального поэта, Роидис видел в изменении социальных условий жизни единственный путь к улучшению положения страны и созданию самостоятельной литературы. Защите демотического наречия и борьбе против пуристов он посвятил книгу под названием «Идолы», хотя сам всю жизнь писал на «очищенном» языке.
Тяготение к европейской цивилизации сказывалось во влиянии европейских поэтов и художников на греческих поэтов. Молодое поколение поэтов с 1888 группировалось вокруг журнала «Ηστια» (Эстия — очаг), руководимого поэтом-романтиком Георгисом Дрозинисом [р. 1859]. Самым видным поэтом этой группы является Костис Паламас — поборник народного наречия. Паламас, в своем творчестве сочетавший черты различных европейских литературных влияний и греческих литературных групп, принадлежал к богеме (мальяросам). Это — индивидуалист, проповедывающий красоту ради красоты. Творчество Паламаса отличается совершенством формы. Он является крупным ученым в области лингвистики и самым видным литературным деятелем современной Греции. Все последующие поэты, до последнего времени, считают его своим учителем. К этой же группе примыкает Костас Кристаллис [1868—1894], стихи которого, построенные по клефтским образцам, проникнуты глубокой печалью. Особенно сильный толчок молодому литературному движению дал поэт Психарис, своей книгой «Моё путешествие» (1888) резко поставивший вопрос о языке. Психарис стал во главе новой филологической школы, известной под названием психаризма, ратовавшей за народное наречие, объявившей войну традициям в языковедении и пуризму в литературе. Прозаические произведения Психариса — психологические этюды. В пьесах своих он выступал противником ницшеанской философии сверхчеловечества.
Соратник Психариса Александр Паллис выступил ещё более радикальным димотицистом. Предприняв перевод «Илиады» на димотику (1904), он изменил метрику подлинника — гекзаметр — на политический стих, и употреблял провинциализмы. После этого выпустил переведенное ещё более вульгаризированно «Евангелие для народа». Издание «Евангелия» вызвало ожесточенную борьбу между сторонниками народного яз. и пуристами, обвинившими переводчика в кощунстве. Борьба этих двух направлений привела к образованию «Общества воспитания и обучения». Оно пропагандировало демотический яз. с изменениями в сторону компромисса аттического и народного яз., печатало на нём учебники и пособия и добивалось его признания правительством. В 1917 правительство Элефтериоса Венизелоса опубликовало закон, по которому народный яз. был признан официально и введен в школьное преподавание. Сменившее Венизелоса консервативное правительство отменило этот закон, однако в 1928, после нового прихода к власти Венизелоса, закон этот был восстановлен. Однако пуристское течение продолжало жить наряду с демотическим. В 1920—1930-е гг. издавалось две больших энциклопедии: одна — пуристами, другая — демотистами. Непримиримым поборником демотического наречия был также Клеант Михаилидис, известный под псевдонимом Аргирис Эвталиотис, писавший о новой Греции то в форме исторического повествования, то в форме новелл о жизни и быте островитян.

### Вторая Афинская школа
К концу XIX и началу XX в. растет интерес к бытовому материалу. Ещё Психарис требовал от писателей, чтобы они не порывали с родной страной, а внимательно изучали все мелочи жизни и быта. Появилась деревенская новелла Яниса Влахояниса (псевдоним — «Ян Эпахтитис», 1868—1924), писавшего нарочито грубым крестьянским языком. Христос Христовасилис [р. 1861] избирает объектом своего творчества жизнь пастухов Фессалии и окрестностей Янины, будучи большим знатоком фессалийского фольклора; Андреас Каркавицас (р. 1866), по профессии врач, пишет о неудовлетворенности жизнью, тягости существования и торжестве зла, грубости и лжи; Мицос Хатсопулос [р. 1872], журналист по профессии, посвящает несколько сборников рассказов безрадостной жизни задыхающихся от непосильной работы крестьян или нарушителям правительственных декретов, спасающимся от правосудия в горах, подобно зверям. Костас Хатсопулос (псевдоним «Петрос Василикос», 1860—1920), представитель разоряющейся мелкой буржуазии, рассказывает о провинциальной буржуазной семье, стремящейся преодолеть надвигающееся разорение. Для него жизнь общества представляется бессмысленной и смехотворной. Хатсопулос основал журнал «Искусство» (Τεχνυ), сыгравший большую роль в творчестве молодых писателей. О деревенской жизни писали братья Пассайанис, Спилиос и Костас, употреблявшие совершенно непонятные местные выражения. Характерна трагическая судьба оставшегося при жизни непризнанным Александроса Пападиамандиса [1851—1912], умершего от голода, весьма своеобразного и талантливого писателя. Для этого поэта существование представлялось рядом нелепых и случайных бедствий, обрушивающихся на голову человека. Другие писатели периода до 2-й мировой войны: П. Апостолидис, известный под псевдонимом «Нирванас», поэт пессимист, философ, находящийся до сих пор под влиянием Шопенгауэра и Ницше; реальность для него полна печали и грусти; Хараламбос Аннинос [р. 1852], обладающий даром сатирика нравов, едко издевается над добродетелями афинской буржуазии; Константинос Теотокис (1872—1925), прославившийся своим романом «Осужденный», находился под сильным влиянием Толстого и Достоевского; Париоритис, писавший о сугубо тяжелой и беспросветной жизни ловцов губок. Влияние Тургенева, Ницше и Ибсена испытал пользовавшийся в своё время большой популярностью романист Григориос Ксенопулос [р. 1863], выступающий ярым поборником женских прав. Излюбленной его темой является жизнь женщины в современном буржуазном обществе, лишающем её прав и свободы. В Греции позднее, чем в других странах, появилось женское движение. Женщины в литературе Греции приняли участие только в XX в. Первой греческой романисткой выступила Каллирои Паррен с романами «Освобождённая», «Чародейка» и др. Ал. Пападопуло, Ирэна Дендринос, Юлия Драгумис и Пенелопа Дельта составляли первую группу греческих романисток, писавших на тему эмансипации женщин. Из них П. Дельта обнаруживает большое мастерство формы как в прозе, так и в стихах и тяготеет к социальным темам, как и живущая в Германии Сица Караиксаки.
В начале XX в. греческие пьесы, за редкими исключениями, не ставились на сцене в Греции, а драматурги подражали Западу. Так Камбисис [1862—1902], димотист, всецело подражает Гауптману, Иоаннис Полемис [1862-1924] — Метерлинку, Ласкарис — Лабишу. Более самостоятелен Спирос Мелас [1882-1966]. Сюжеты его драм взяты из жизни греческой мелкой буржуазии, разлагающейся и гибнущей в нынешних капиталистических условиях («Разрушенный дом», «Белое и чёрное»). Комедий почти нет. Основатель известного в Греции журнала «Нумас» (Νουμάς) Тангопулос [р. 1867] выступил с сатирической пьесой «Живые и мертвые», в которой изобразил символически борьбу за язык между демотическим — живым направлением и мертвым — академическим. Символическая драма, варианты ложно-классических трагедий и подражания современным европейцам — вот преобладающий характер репертуара современ. драматургов.
Литературная Греция 1920-x мало чем отличается от предшествовавшего периода. После неудачной войны с Турцией [1922], лишившей Грецию её владений по малоазийскому побережью и навязавшей ей, помимо денежной задолженности своей покровительнице Англии, ещё более полутора млн беженцев, главной заботой греков является преодоление разорения и нищеты. Снова усиливается приток иностранного капитала в страну, раздаются концессии. Главным концессионером в современной Греции становится ныне американский капитал. В стране происходят резкие социальные сдвиги. Эксплуатация рабочего класса доводит последний до забастовок. Кровопролитные схватки рабочих с полицией, толпы безработных и беженцев заставляют останавливать на себе внимание. Политические партии, ориентируясь на ту или иную державу, находятся в непрестанной борьбе. Отсюда понятен такой сильный интерес греков к культуре европейских стран. Книжный рынок наводняется переводной литературой. Переводятся французские, немецкие, английские, скандинавские писатели: Прево, Золя, Мопассан являются предметом увлечения читающей публики. Ибсен, Уитмен, Оскар Уайльд, Гамсун — известны в Греции не менее, чем на Западе. Политические события недавней поры в Европе и в самой Греции, испытавшей и гражданскую войну, и диктатуру, и снова революцию, заставляют её интеллигенцию обращать взоры в сторону Советского Союза. Интерес к современным русским поэтам огромен. Издаются сборники стихотворных переводов Анны Ахматовой, Гумилёва, Веры Инбер, Блока, Кузмина, Каменского, Есенина. Поэт Мильтиадис Малакасис [р. 1870] находится под влиянием неоромантиков. Талантливый Димитреас Сипсомос, более известный под псевдонимом Ламброс Порфирас, полный горечи и пессимизма, воспевает «Триумф смерти». Поэт Гермонас находит своего кумира в Леконт де Лиле. Грипарис — большой мастер стиха — следует за своим учителем Жозе Марией де Эредиа. Молодой поэт Ангелос Сикелианос культивирует «свободный стих» в своих переводах древних классиков. Большим мастерством перевода на греческий язык с русского отличаются Димитриадис и Тигана. Своеобразный поэт Сотирис Скипис — редкое явление в греческой литературе — нашёл себе переводчика на французский язык в лице Филеаса Лебега. Все эти поэты — пессимисты-индивидуалисты, одиночки, проходящие мимо общественных событий. Но за последнее время социальные мотивы начинают проникать в творчество некоторых из них. Так поэт бунтарь К. Варналис, по профессии учитель, выступает с пламенным стихотворением «Проклятый», бросая вызов капиталистическому строю и его законам.
Оригинальный беллетрист Димостенис Вутирас, изучающий быт и нравы бедняков, отверженных, находящих приют в тавернах, выпускает памфлет на буржуазное афинское общество под названием «В аду». Поэт Фото Яфулли, «футурист», как называют его соотечественники, обрушивается с революционной страстностью на культуру архаики и воспевает производственный материал: цемент, мрамор, камень. Ламбро Астериос противопоставляет академической метрике стиха — «естественный ритм жизни». Лирик-импрессионист — Папандониу — более известен как искусствовед и археолог. Профессор лингвистики с европейским именем, Филиндас, редактирующий демотическую энциклопедию, — упражняется в эпических поэмах на демотическом языке.
Среди поэтесс выделяются искренностью женского чувства Эмилия Дафни и Моатсу. Последняя выпустила в 1928 г. сборник стихотворений, по которому можно проследить, как от интимной лирики молодая поэтесса переходит к социальным темам. К ним примыкают две другие поэтессы — Дипломаламу и Цара. Наиболее яркая и талантливая поэтесса современной Греции — это преподавательница декламации в Афинской консерватории Теони Дракопулу, известная под псевдонимом Миртиотисса. Начав с подражания французской поэтессе Анне де Ноай и увлекаясь стихами Анны Ахматовой, она обнаруживает в своей лирике много трагического пафоса, который в особенности ярко выступает в её социальных стихотворениях, например, в «Народе» (Ο Λαός), навеянных событиями гражданской борьбы 1926 г. В качестве критика подвизается Элла Негропонте (псевдоним «Алкис Крилос»), приближающаяся к марксистскому анализу художественных произведений. Начинающая свои литературные опыты молодежь Греции основывает издательства и литературные предприятия, как например журнал «Новое искусство» (Νέα Τέχνη), основанный молодым поэтом, студентом Мариосом Вайаносом.

### На русском языке
- Зелинский Ф. Ф., Древнегреческая литература эпохи независимости, ч. 1—2, П., 1919;
- Коган П. С., Очерки по истории древних литератур, т. I, Греческая литература, изд. 5-е, Гиз, М., 1923.
- Лосев А. Ф. Античная литература. — М.: ЧеРо, Омега-Л, 2008. — 543 с. — 4000 экз. — ISBN 978-5-370-00542-8.
- Мищенко Ф. Г. Греческая литература // ЭСБЕ. — СПб., 1893. — Т. IXa. — С. 664—672.

### На иностранных языках
- Talfourd T. N. and others, History of Greek literature, 1850;
- Croiset A. et M., Histoire de la littérature grecque, 5 tt., P., 1899
  - Русский перевод: Круазе А. и M., История греческой литературы, перев. с 7-го франц. изд. В. С. Елисеевой, под ред. и с предисл. С. А. Жебелева, СПБ., 1912;
- Griechische Literatur und Sprache (Kultur d. Gegenwart, I, 8, 1917);
- Romagnoli E., Nel Regno d’Orfeo. Studi sulla lirica e la musica greca, Bologna, 1921;
- Powell J. U. and Barber E. A., New Chapters in the History of Greek Literature, L., 1921;
- Fowler H. N., History of Ancient Greek Literature, N.-Y., 1923;
- Classified Catalogue of the Books, Pamphlets and Haps in the Library of the Societies for the Promotion of Hellenic and Roman Studies, 1924;
- Catalogue of the Greek Manuscripts in the Library of the Monastery of Vatopedi on cht. Athos, 1924;
- Delcourt M., Etude sur les traductions des tragiques grecques et latines en France depuis la Renaissance, Bruxelles, 1925;
- Aly W., Geschichte der griechischen Literatur, 1925;
- Geffcken J., Griechische Literaturgeschichte, Band I, Heidelberg, 1926.
- Rhangabé A. R., Histoire littéraire de la Grèce moderne, P., 1877;
- Gidel C., Etudes sur la littérature grecque moderne, P., 1877;
- Legrand E., Bibliothèque grecque vulgaire, P., 1880;
- Rhangabé und Sanders, Geschichte der neugriechischen Literatur von ihren Anfängen bis auf die neueste Zeit, Leipzig, 1885;
- Psichari J., Essais de grammaire historique néogrecque, P., 1886—1889;
- Philéas Lebesque, La Grèce littéraire d’aujourd’hui, P., 1906;
- Bibliographie hellénique XV-е et XVI-е siècles, P., Leroux, 1906, 4 vv.;
- То же, XVII-е et XVIII-е siècles, P., Garnier, 1918;
- Pernot, Etudes de littérature grecque moderne, 1912—1918;
- Hesseling D. C., Geschiedenis der Nieuwgriekse letterkunde, 1921;
- Hesseling D. C., Litérature grecque moderne, P., 1924;
- Encyclopedia Britannica, ст. «Greece», ed. 1926;
- Palamas, Τα Γραμματα, Αθηνα Pernot, Anthologie populaire de la Grèce moderne, P.;
- Mercure de France — за все годы. Отдел. Revue de la quinzaine «Lettres néogrecques»;